# Alatuncusiodes
Alatuncusiodes és un gènere monotípic d'arnes de la família Crambidae. Conté només una espècie, Alatuncusiodes korytkowskii, que es troba al Perú.